# Etibar Əsədli
Etibar Sahib oğlu Əsədli (* 12. Mai 1992 in Baku) ist aserbaidschanischer Pianist.

## Karriere
Əsədli begann 1998 Klavierunterricht an der Bülbül-Oberschule in Baku zu nehmen. Nach 11-jähriger Ausbildung erhielt er 2009 die Berechtigung, an der Fakultät für Komponisten der Musikakademie Baku aufgenommen zu werden. Seitdem führt er seine Musikkarriere erfolgreich fort. Zwischen 2008 und 2013 gab er Konzerte beim Baku Jazz Festival und beteiligte sich an verschiedenen Projekten in Frankreich, Großbritannien, der Schweiz, Zypern, der Türkei, Russland und Georgien. Nach seinem Abschluss an der Musikakademie Baku im Jahr 2013 gab er 2014 ein Konzert mit Hüsnü Şeneğin. Əsədli bewegt sich zwischen Jazz und traditioneller aserbaidschanischer Musik. Er veröffentlicht seine Produktionen auch auf YouTube.
Əsədli lebt in Frankreich. Er spricht Aserbaidschanisch, Türkisch, Französisch und Englisch.

## Diskografie

### Singles
| Jahr | Name                                           |
| ---- | ---------------------------------------------- |
| 2016 | Second Sex                                     |
| 2017 | Gurban Adına                                   |
| 2018 | Judo (Bakü 2018 Judo Dünya Şampiyonası Müziği) |
| 2019 | Shur                                           |
| 2020 | 1924                                           |
| 2020 | Ayrilig (ft. Imamyar Hasanov)                  |
| 2020 | Sari Gelin (ft. Imamyar Hasanov)               |
| 2020 | Etude                                          |
| 2020 | Gel Canim (ft. Dihaj)                          |
| 2020 | Olkem                                          |
| 2020 | Azerbaijan National Anthem (Canlı)             |
| 2021 | Zərif Gülüşün (ft. Shahriyar Imanov)           |
| 2021 | Külçələrə Su Səpmişəm (ft. Mila Miles)         |

### Alben
| Jahr | Name |
| ---- | --- |
| 2014 | Baku Project (ft. Samira Efendi)                                                                           |
| 2017 | Projects (ft. Rafael Aliev, Ruslan Huseynov, Leyla Muradzade, Seddam Novruzbeyov Elsa Pedro, Sahib Asadov) |
| 2019 | 1 Hour Azerbaijani Piano Music 1                                                                           |
| 2019 | 1 Hour Azerbaijani Piano Music 2                                                                           |
| 2020 | 1 Hour Azerbaijani Piano Music 3                                                                           |